# Fernando Santos
Fernando Manuel Fernandes da Costa Santos (ur. 10 października 1954 w Lizbonie) – portugalski piłkarz i trener piłkarski.
Jako piłkarz Estoril Praia i CS Marítimo na pozycji obrońcy występował w Primeira Divisão. Karierę trenerską rozpoczął wprowadzając Estoril Praia do Primeira Divisão. Jako trener FC Porto, w sezonie 1998/1999 zdobył Mistrzostwo Portugalii, a następnie w sezonach 1999/2000 oraz 2000/2001 Puchar Portugalii. W latach 1999–2000 dwukrotnie zdobył z klubem także Superpuchar Portugalii. W sezonie 2000/2001 jako trener AEK Ateny zdobył z klubem Puchar Grecji. Następnie trenował także drużyny Panathinaikosu AO, Sportingu CP, SL Benfiki oraz PAOK FC. W latach 2010–2014 pełnił funkcję selekcjonera reprezentacji Grecji, którą poprowadził podczas Mistrzostw Europy 2012 i Mistrzostw Świata 2014. W latach 2014–2022 był selekcjonerem reprezentacji Portugalii, z którą zdobył Mistrzostwo Europy 2016, wygrał rozgrywki Ligi Narodów UEFA 2018/2019, sięgnął po brązowy medal Pucharu Konfederacji 2017 oraz prowadził podczas Mistrzostw Świata 2018 i 2022 oraz Mistrzostw Europy 2020. W 2016 i 2019 był wybierany trenerem roku na świecie według Międzynarodowej Federacji Historyków i Statystyków Futbolu. Od 24 stycznia 2023 do 13 września 2023 pełnił funkcję selekcjonera reprezentacji Polski. Od 7 stycznia 2024 do 13 kwietnia 2024 pełnił funkcję trenera tureckiego klubu Beşiktaş JK. Od 12 czerwca 2024 roku selekcjoner reprezentacji Azerbejdżanu.

## Młodość i wykształcenie
Wychował się w Lizbonie. Jego rodzice to Maria de Lurdes Fernandes Santos i Francisco Santos. Ojciec Fernando był sprzedawcą akcesoriów samochodowych, miał także przemysł samochodowy, dlatego chciał, by jego syn został inżynierem. Początkowo jego ojciec stawał na drodze do jego piłkarskiej kariery. Dopiero, gdy Fernando dostał się do Benfici, ojciec zgodził się na jego występy w tym klubie, pod warunkiem, że nie obleje on szkolnych egzaminów.
W 1977 ukończył studia inżynierskie na kierunku technologia elektryczna i telekomunikacyjna na Instituto Superior de Engenharia de Lisboa. Następnie przez 18 lat pracował jako dyrektor w hotelach w Portugalii.

## Kariera piłkarska
Karierę rozpoczął w wieku 16 lat dołączając do młodzieżowej drużyny Operario Lisboa, skąd w 1971 trafił do akademii SL Benfica. Na profesjonalnym poziomie debiutował w seniorskiej drużynie Estoril, którą następnie reprezentował na trzech najwyższych poziomach rozgrywek w Portugalii. W Primeira Liga zadebiutował 7 września 1975, grając pełne 90 minut w wygranym 2:0 u siebie meczu z Farense. Swój pierwszy sezon zakończył kolejnymi 12 występami, pomagając swojemu zespołowi zająć ósme miejsce w ligowej tabeli. Swoje pierwsze gole w najwyższej klasie rozgrywkowej strzelił w sezonie 1978/79, w którym opuścił tylko jeden mecz ligowy, ostatecznie zajmując 11. miejsce. Sezon 1979/80 spędził w CS Marítimo, gdzie był również pierwszym wyborem. W 1980 powrócił do Estoril i grał tam przez kolejne osiem lat (pięć spędził w Segunda Liga). W 1987, w wieku 33 lat, zakończył piłkarską karierę. Jako piłkarz Estoril Praia i CS Marítimo rozegrał 161 meczów z czego większość jako piłkarz Estorilu i strzelił 2 bramki w Primeira Divisão. Łącznie w seniorskiej karierze rozegrał 242 mecze strzelając 4 gole. Występował głównie na pozycji obrońcy.

## Kariera trenerska

### Pierwsze drużyny
W 1987 roku objął Estoril Praia, gdzie pracował do 1994 roku. Pod jego wodzą klub awansował o dwie klasy rozgrywkowe, do ekstraklasy. Jako że w 1977 roku uzyskał tytuł inżyniera, pracę trenerską do 1998 roku łączył z pracą szefa działu technicznego Hotelu Palacio w Estoril. W 1994 został trenerem Estreli da Amadora, a w 1998 przeniósł się do FC Porto, z którym wygrał mistrzostwo kraju i superpuchar w pierwszym sezonie. W kolejnym sezonie wygrał Puchar Portugalii i superpuchar, a także doszedł do ćwierćfinału Ligi Mistrzów. W 2001 przejął AEK Ateny i doprowadził klub do zwycięstwa w Pucharze Grecji. Kolejnym zespołem, który prowadził, był Panathinaikos AO.
W sezonie 2003/2004 objął Sporting CP. W kolejnym sezonie powrócił do AEK Ateny i doszedł do półfinału Pucharu Grecji, a w lidze zajął trzecie miejsce.

### SL Benfica
20 maja 2006 roku ogłoszono, że Santos obejmie SL Benficę. Benfica pod jego wodzą zajęła trzecie miejsce, 2 dwa punkty za mistrzem kraju. 20 sierpnia 2007 roku, po remisie 1:1 na wyjeździe przeciwko Leixões SC, został zwolniony i zastąpiony przez José Antonio Camacho.

### PAOK FC
Santos powrócił do Grecji i jej najwyższej klasy rozgrywkowej na początku września 2007 roku, wiążąc się trzyletnim kontraktem z PAOK FC. W nim połączył siły z dyrektorem piłkarskim i byłym reprezentantem Teodorosem Zagorakisem, zajmując z drużyną drugie miejsce w sezonie 2009/2010. 19 maja 2010 roku Santos ogłosił na konferencji prasowej swoją decyzję o opuszczeniu drużyny z Salonik.

### Reprezentacja Grecji
1 lipca 2010 roku został selekcjonerem reprezentacji Grecji, podpisując dwuletni kontrakt z piłkarską federacją tego kraju. Z grecką drużyną awansował na Mistrzostwa Europy 2012, na których wyszedł z grupy, odpadając w ćwierćfinale po przegranym 2:4 meczu przeciwko Niemcom, oraz na Mistrzostwa Świata 2014, które dla reprezentacji Grecji zakończyły się na meczu 1/8 finału, przegranym po rzutach karnych 3:5 z Kostaryką (w regulaminowym czasie było 1:1). 30 czerwca 2014 roku, dzień po meczu z Kostaryką, kontrakt Santosa z grecką federacją piłkarską wygasł.

### Reprezentacja Portugalii
23 września 2014 roku zatrudniono go na stanowisko selekcjonera reprezentacji Portugalii, która uczestniczyła wówczas w eliminacjach do Mistrzostw Europy 2016. Z portugalską kadrą narodową ostatecznie wywalczył awans na turniej. 10 lipca 2016 roku zdobył z rodakami mistrzostwo Europy. W finałowym spotkaniu rozgrywanego we Francji turnieju jego podopieczni pokonali gospodarzy 1:0 po golu Édera w dogrywce. Zwycięstwo było poprzedzone remisami z Islandią, Austrią i Węgrami w fazie grupowej, które dały Portugalii awans do fazy pucharowej z trzeciego miejsca w grupie. Następnie Portugalia pokonała po dogrywce Chorwację 1:0, po rzutach karnych Polskę (w regulaminowym czasie było 1:1), a w półfinale Walię 2:0.
W 2017 roku wywalczył brązowy medal w Pucharze Konfederacji, pokonując z Portugalią w rozegranym 2 lipca w Moskwie meczu o 3. miejsce Meksyk 2:1. Dwa lata później wygrał z kolei z portugalską reprezentacją rozgrywki inauguracyjnej edycji Ligi Narodów UEFA, w których finale, rozegranym 9 czerwca w Porto, piłkarze Santosa pokonali 1:0 Holandię po golu Gonçalo Guedesa.
W 2022 roku wraz z żoną i wspólnikiem został zobowiązany przez sąd do zwrotu 4,5 miliona dolarów, w związku unikaniem obowiązku podatkowego poprzez otrzymywanie wynagrodzenia wypłacanego przez Portugalską Federację Piłki Nożnej, za pośrednictwem stworzonej przez siebie firmy Femacosa. Stwierdził, że nie był świadomy nielegalności tego procesu.
Ze stanowiska selekcjonera został zwolniony 15 grudnia 2022 roku, po Mistrzostwach Świata w Katarze, w których z Portugalią doszedł do ćwierćfinału.

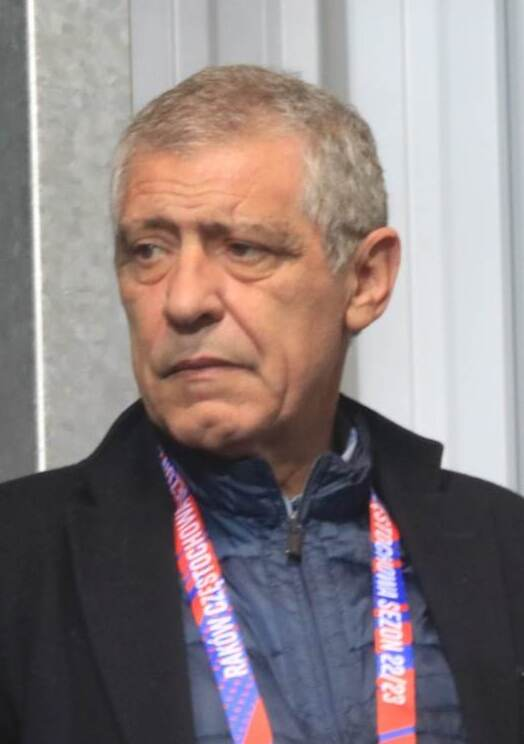
Fernando Santos podczas meczu Raków Częstochowa - Górnik Zabrze (18 lutego 2023)

### Reprezentacja Polski
24 stycznia 2023 roku został oficjalnie zaprezentowany jako selekcjoner reprezentacji Polski, zastępując na stanowisku Czesława Michniewicza. Z polską kadrą narodową występował w eliminacjach do Mistrzostw Europy 2024.
24 marca 2023 zadebiutował w meczu z Czechami, który zakończył się przegraną Polaków 1:3. 16 czerwca 2023, Polska pod jego przewodnictwem pokonała w meczu towarzyskim Niemców 1:0 (drugi raz w historii). W pięciu spotkaniach eliminacyjnych, zaliczył: 2 wygrane (1:0 z Albanią, 2:0 z Wyspami Owczymi) i 3 porażki (1:3 z Czechami, 2:3 z Mołdawią, 0:2 z Albanią).
Krytykowany za brak stylu w grze, nieprawidłową selekcję piłkarzy, niepojawianie się na ważniejszych meczach polskich klubów, kompromitujące wyniki w eliminacjach, 13 września 2023 został odwołany ze stanowiska. Był drugim po Zbigniewie Bońku najkrócej urzędującym selekcjonerem od 2002 roku.

### Beşiktaş
Santos powrócił do pracy klubowej 7 stycznia 2024 roku, podpisując kontrakt z Beşiktaşem z tureckiej Süper Lig. Poprowadził klub w 16 meczach (siedem zwycięstw, cztery remisy i pięć porażek). Został zwolniony 13 kwietnia 2024, zostawiając drużynę na czwartym miejscu tabeli w lidze.

### Reprezentacja Azerbejdżanu
12 czerwca 2024 roku został zatrudniony na stanowisko selekcjonera reprezentacji Azerbejdżanu.

## Sukcesy trenerskie
FC Porto
- Mistrzostwo Portugalii: 1998/1999
- Puchar Portugalii: 1999/2000, 2000/2001
- Superpuchar Portugalii: 1999, 2000

AEK Ateny
- Puchar Grecji: 2002

Reprezentacja Portugalii
- Mistrzostwo Europy 2016
- Mistrzostwo Ligi Narodów UEFA 2018/2019
- Puchar Konfederacji w piłce nożnej 2017: 3. miejsce

Indywidualne
- Trener Roku Superleague Ellada: 2001/2002, 2004/2005, 2008/2009, 2009/2010
- Trener Dekady Superleague Ellada: 2000–2010[38]
- Najlepszy trener sportowy w Grecji: 2011, 2013
- Trener Roku na świecie według IFFHS: 2016[39], 2019[40]
- Trener Roku FIFA: 2016 (3. miejsce)[41]
- Globos de Ouro – Najlepszy trener męski: 2017
- PFA Platinum Quinas: 2019[42]

## Odznaczenia
- Wielki Oficer Orderu Zasługi (Portugalia): 2016[43]

## Życie prywatne
Żonaty z Guilherminą Santos. Mają dwoje dzieci, syna Luisa, ekonomistę, oraz córkę Catię. Jest katolikiem. Porozumiewa się w języku portugalskim, angielskim i greckim.